# Colletes montacuti
Colletes montacuti is een vliesvleugelig insect uit de familie Colletidae. De wetenschappelijke naam van de soort is voor het eerst geldig gepubliceerd in 1947 door Cockerell.